# Copa Confederación de la CAF 2015
La Copa Confederación de la CAF 2015 es la 12.ª edición del segundo torneo de fútbol a nivel de clubes más importante de África organizado por la CAF.

## Sistema de clasificación
|                      | Liga de Campeones de la CAF | Copa Confederación de la CAF |
| -------------------- | --------------------------- | ---------------------------- |
| Campeón              | 5 Pts.                      | 4 Pts.                       |
| Finalista            | 4 Pts.                      | 3 Pts.                       |
| Semifinalistas       | 3 Pts.                      | 2 Pts.                       |
| 3º en fase de grupos | 2 Pts.                      | 1 Pts.                       |
| 4º en fase de grupos | 1 Pts.                      | 1 Pts.                       |

Los puntos se multiplican por el coeficiente según el año:
- 2013 – 5 Puntos
- 2012 – 4 Puntos
- 2011 – 3 Puntos
- 2010 – 2 Puntos
- 2009 – 1 Punto

## Participantes
Los equipos en negrita clasifican directamente a la primera ronda.
| País                                          | Clubes                                     | Método de Clasificación                                      |
| Países que Mandan 2 Equipos (Puestos 1–12)    | Países que Mandan 2 Equipos (Puestos 1–12) | Países que Mandan 2 Equipos (Puestos 1–12)                   |
| --------------------------------------------- | ------------------------------------------ | ------------------------------------------------------------ |
| Túnez (1º – 106 pts)                          | Étoile du Sahel                            | Tercero de la Championnat de Ligue Profesionelle 1 2013-14   |
| Túnez (1º – 106 pts)                          | Club Africain                              | Cuarto de la Championnat de Ligue Profesionelle 1 2013-14    |
| Egipto · (2º – 80 pts)                        | Zamalek                                    | Tercero de la Primera División de Egipto 2013/14             |
| Egipto · (2º – 80 pts)                        | Petrojet                                   | Cuarto de la Primera División de Egipto 2013/14              |
| República Democrática del Congo (3º – 46 pts) | Vita Club                                  | Tercero de la Linafoot 2013-14                               |
| República Democrática del Congo (3º – 46 pts) | MK Etanchéité                              | Campeón de la Copa de Congo 2014                             |
| Marruecos (4º – 44 pts)                       | FUS de Rabat                               | Tercero de la Botola 2013/14                                 |
| Marruecos (4º – 44 pts)                       | RS Berkane                                 | Subampeón de la Copa del Trono 2014                          |
| Nigeria (5º – 41 pts)                         | Warri Wolves                               | Tercero de la Liga Premier de Nigeria 2014                   |
| Nigeria (5º – 41 pts)                         | Dolphins                                   | Subcampeón de la Copa de Nigeria 2014                        |
| Sudán (6º – 37 pts)                           | Al-Ahly Shendi                             | Tercero de la Primera División de Sudán 2014                 |
| Sudán (6º – 37 pts)                           | Al Khartoum                                | Cuarto de la Primera División de Sudán 2014                  |
| Argelia (7º – 32 pts)                         | ASO Chlef                                  | Octavo del Championnat National de Première Division 2013-14 |
| Argelia (7º – 32 pts)                         | MC d'Alger                                 | Campeón de la Copa de Argelia 2014                           |
| Mali (7º – 32 pts)                            | Onze Créateurs                             | Campeón de la Copa de Malí 2014                              |
| Mali (7º – 32 pts)                            | Djoliba                                    | Subcampeón de la Copa de Malí 2014                           |
| Camerún (9º – 21 pts)                         | Unisport de Bafang                         | Tercero de la Primera División de Camerún 2014               |
| Camerún (9º – 21 pts)                         | Panthère                                   | Subcampeón de la Copa de Camerún 2014                        |
| República del Congo (9º – 21 pts)             | Étoile du Congo                            | Quinto de la Primera División del Congo 2014                 |
| República del Congo (9º – 21 pts)             | CARA Brazzaville                           | Subcampeón de la Copa de Congo de Fútbol 2014                |
| Sudáfrica (11º – 20 pts)                      | Bidvest Wits                               | Tercero de la Premier Soccer League 2013-2014                |
| Sudáfrica (11º – 20 pts)                      | Orlando Pirates                            | Campeón de la Copa de Sudáfrica 2014                         |
| Angola (12º – 17 pts)                         | Benfica de Luanda                          | Tercero de la Girabola 2014                                  |
| Angola (12º – 17 pts)                         | Petro de Luanda                            | Subcampeón de la Copa angoleña de fútbol 2014                |
| Países que Mandan un Equipo                   |                                            |                                                              |
| Costa de Marfil (T-13º – 13 pts)              | ASEC Mimosas                               | Campeón de la Copa de Costa de Marfil 2014                   |
| Ghana (14º – 8 pts)                           | Hearts of Oak                              | Tercero de la Liga Premier de Ghana 2013-2014                |
| Etiopía (15º – 5 pts)                         | Dedebit                                    | noveno Lugar Liga Premier de Etiopía 2013-2014               |
| Libia (T-16º – 4 pts)                         | Al-Ittihad                                 | Supcampeón Liga Premier de Libia 2013-2014                   |
| Zambia (16º – 4 pts)                          | Power Dynamos                              | SubCampeón de la Primera División de Zambia 2014             |
| Zimbabue (18º – 3 pts)                        | Platinum                                   | Subcampeón de la Primera División de Zambia 2014             |
| Níger (19º – 2 pts)                           | Sahel                                      | Campeón de la Copa de Níger 2014                             |
| Benín                                         | Police                                     | Campeón de la Copa de Benín 2014                             |
| Botsuana                                      | Botswana Defence Force                     | Campeón de la Copa Desafío de Botsuana 2014                  |
| Burkina Faso                                  | R. C. Bobo-Dioulasso                       | Campeón de la Copa de Burkina Faso 2014                      |
| Burundi                                       | Le Messager Ngozi                          | SubCampeón de la Copa de Burundi 2014                        |
| Chad                                          | Elect-Sport                                | Campeón de la Copa de Chad 2014                              |
| Comoras                                       | Volcan Club                                | Campeón de la Copa de las Comoras 2014                       |
| Gabón                                         | Mounana                                    | Campeón de la Primera División de Gabón 2013-14              |
| Guinea                                        | Horoya                                     | Campeón de la Copa Nacional de Guinea 2014                   |
| Guinea Ecuatorial                             | Leones Vegetarianos                        | Campeón de la Copa Ecuatoguineana 2014                       |
| Kenia                                         | Sofapaka                                   | Campeón de la Copa de Kenia 2014                             |
| Liberia                                       | Fassell                                    | Campeón de la Copa de Liberia 2014                           |
| Madagascar                                    | ASSM Elgeco Plus                           | Campeón de la Copa de Madagascar 2014                        |
| Mauricio                                      | Petite Rivière Noire                       | Campeón del Copa de Mauricio 2014                            |
| Mozambique                                    | Ferroviário da Beira                       | Campeón de la Taça de Mozambique 2014                        |
| Ruanda                                        | Rayon Sport                                | Subcampeón de la Primera División de Ruanda 2013–14          |
| Senegal                                       | Olympique de Ngor                          | Subcampeón de la Copa senegalesa de fútbol 2014              |
| Seychelles                                    | Côte d'Or                                  | Subcampeón de la Copa de Seychelles 2014                     |
| Sierra Leona                                  | Kamboi Eagles                              | Campeón de la Copa de Sierra Leona 2014                      |
| Suazilandia                                   | Royal Leopards                             | Campeón de la Copa de Suazilandia 2014                       |
| Sudán del Sur                                 | Al-Ghazal                                  | Subcampeón de la Copa de Sudán del Sur 2014                  |
| Tanzania                                      | Young Africans                             | Subcampeón de la Liga tanzana de fútbol 2013-14              |
| Togo                                          | Togo-Port                                  | Campeón de la Copa de Togo 2014                              |
| Uganda                                        | URA                                        | Campeón de la Copa de Uganda 2014                            |
| Zanzíbar                                      | Polisi SC                                  | Subcampeón de la Primera División de Zanzíbar 2013-2014      |

Notas:
- Los equipos de Gambia no participan de esta edición al haber sido suspendida su Asociación Nacional de Fútbol por dos años para participar de competiciones oficiales de la CAF. El motivo fue haber alineado a cinco jugadores no elegibles para los criterios de edad en el partido entre las selecciones de Liberia y Gambia disputado el 6 de abril de 2014[1]

Federaciones no participantes:
| - Cabo Verde - República Centroafricana - Yibuti - Eritrea - Gambia | - Guinea-Bisáu - Lesoto - Malaui - Mauritania | - Namibia - Reunión - Santo Tomé y Príncipe - Somalia |

## Calendario
| Fase                | Ronda            | Partido de ida           | Partido de vuelta                |
| ------------------- | ---------------- | ------------------------ | -------------------------------- |
| Clasificatoria      | Ronda Preliminar | 13–15 de febrero de 2015 | 27 de febrero–1 de marzo de 2015 |
| Clasificatoria      | Primera Ronda    | 13–15 de marzo de 2015   | 3–5 de abril de 2015             |
| Clasificatoria      | Segunda Ronda    | 17–19 de abril de 2015   | 1–3 de mayo de 2015              |
| Clasificatoria      | Ronda Play-off   | 15–17 de mayo de 2015    | 5–7 de junio de 2015             |
| Fase de grupos      | Partido 1        | 26-28 de junio           | 26-28 de junio                   |
| Fase de grupos      | Partido 2        | 10-12 de julio           | 10-12 de julio                   |
| Fase de grupos      | Partido 3        | 24-26 de julio           | 24-26 de julio                   |
| Fase de grupos      | Partido 4        | 7-9 de agosto            | 7-9 de agosto                    |
| Fase de grupos      | Partido 5        | 21-23 de agosto          | 21-23 de agosto                  |
| Fase de grupos      | Partido 6        | 11-13 de septiembre      | 11-13 de septiembre              |
| Fase de Eliminación | SemiFinales      | 25-27 de septiembre      | 2-4 de octubre                   |
| Fase de Eliminación | Final            | 20-22 de noviembre       | 27-29 de noviembre               |

## Fase de clasificación

### Ronda preliminar
| Equipo 1             | Agr.           | Equipo 2             | Ida   | Vuelta |
| -------------------- | -------------- | -------------------- | ----- | ------ |
| MC Alger             | 0 - 2          | Sahel SC             | 0 - 0 | 0 - 2  |
| RS Berkane           | 2 - 2 (v.)     | Onze Créateurs       | 2 - 1 | 0 - 1  |
| Al-Ittihad           | 7 - 1          | Elect-Sport          | 6 - 1 | 1 - 0  |
| Al-Ghazal            | 1 - 7          | Petrojet             | 0 - 1 | 1 - 6  |
| Unisport Bafang      | 2 - 3          | Olympique de Ngor    | 1 - 0 | 1 - 3  |
| Hearts of Oak        | 1 - 0          | Police               | 1 - 0 | 0 - 0  |
| ASO Chlef            | 2 - 1          | Kamboi Eagles        | 2 - 0 | 0 - 1  |
| Horoya               | 4 - 3          | Fassell              | 1 - 0 | 3 - 3  |
| Leones Vegetarianos  | 1 - 1 (3-5 p.) | Dolphins             | 1 - 0 | 0 - 1  |
| Côte d'Or            | 3 - 5          | Dedebit              | 2 - 3 | 0 - 2  |
| RC Bobo              | 0 - 4          | Warri Wolves         | 0 - 1 | 0 - 3  |
| Étoile du Congo      | 2 - 3          | MK Etanchéité        | 1 - 2 | 1 - 1  |
| Panthère du Ndé      | 0 - 2          | Rayon Sports         | 0 - 1 | 0 - 1  |
| Togo-Port            | 5 - 3          | CARA Brazzaville     | 2 - 0 | 3 - 3  |
| Al-Khartoum          | 1 - 2          | Power Dynamos        | 1 - 0 | 0 - 2  |
| CF Mounana           | 8 - 1          | Polisi SC            | 5 - 0 | 3 - 1  |
| URA                  | 4 - 2          | ASSM Elgeco Plus     | 3 - 2 | 1 - 0  |
| Sofapaka             | 2 - 4          | FC Platinum          | 1 - 2 | 1 - 2  |
| Young Africans       | (v.) 2 - 2     | BDF XI               | 1 - 0 | 1 - 2  |
| Benfica de Luanda    | 3 - 0          | Le Messager Ngozi    | 2 - 0 | 1 - 0  |
| Volcan Club          | 0 - 5          | Petro de Luanda      | 0 - 1 | 0 - 4  |
| Bidvest Wits         | 3 - 3 (6-7 p.) | Royal Leopards       | 3 - 0 | 0 - 3  |
| Petite Rivière Noire | 1 - 7          | Ferroviário da Beira | 1 - 2 | 0 - 5  |

### Primera ronda
| Equipo 1        | Agr.           | Equipo 2             | Ida   | Vuelta |
| --------------- | -------------- | -------------------- | ----- | ------ |
| Onze Créateurs  | 2 - 1          | Sahel                | 2 - 1 | 0 - 0  |
| ASEC Mimosas    | 3 - 2          | Al-Ittihad           | 1 - 1 | 2 - 1  |
| Djoliba         | 2 - 1          | Petrojet             | 2 - 1 | 0 - 0  |
| Hearts of Oak   | 5 - 3          | Olympique de Ngor    | 2 - 1 | 3 - 2  |
| Horoya          | 1 - 1 (4-5 p.) | ASO Chlef            | 1 - 0 | 0 - 1  |
| Club Africain   | w.o.1          | Dolphins             | 3 - 0 | 3 - 0  |
| Warri Wolves    | 2 - 0          | Dedebit              | 2 - 0 | 0 - 0  |
| Al-Ahly Shendi  | 3 - 6          | MK Etanchéité        | 2 - 1 | 1 - 5  |
| Zamalek         | 6 - 1          | Rayon Sports         | 3 - 1 | 3 - 0  |
| FUS de Rabat    | 4 - 2          | Togo-Port            | 3 - 0 | 1 - 2  |
| CF Mounana      | 4 - 3          | Power Dynamos        | 4 - 0 | 0 - 3  |
| Orlando Pirates | 4 - 3          | URA                  | 2 - 1 | 2 - 2  |
| Young Africans  | 5 - 2          | FC Platinum          | 5 - 1 | 0 - 1  |
| Étoile du Sahel | 2 - 1          | Benfica de Luanda    | 1 - 0 | 1 - 1  |
| Royal Leopards  | 3 - 2          | Petro de Luanda      | 2 - 2 | 1 - 0  |
| Vita Club       | 3 - 1          | Ferroviário da Beira | 3 - 0 | 0 - 1  |

1- Avanzó a la segunda ronda después de que Dolphins no llegó a tiempo para el partido de ida

### Segunda ronda
| Equipo 1       | Agr.       | Equipo 2        | Ida   | Vuelta |
| -------------- | ---------- | --------------- | ----- | ------ |
| Onze Créateurs | 0 - 3      | ASEC Mimosas    | 0 - 1 | 0 - 2  |
| Djoliba        | 2 - 2 (v.) | Hearts of Oak   | 1 - 2 | 1 - 0  |
| ASO Chlef      | 1 - 2      | Club Africain   | 1 - 1 | 0 - 1  |
| Warri Wolves   | 2 - 1      | MK Etanchéité   | 2 - 1 | 0 - 0  |
| Zamalek        | 3 - 2      | Fath US         | 0 - 0 | 3 - 2  |
| CF Mounana     | 2 - 5      | Orlando Pirates | 2 - 2 | 0 - 3  |
| Young Africans | 1 - 2      | Étoile du Sahel | 1 - 1 | 0 - 1  |
| Royal Leopards | 2 - 4      | Vita Club       | 1 - 0 | 1 - 4  |

### Play-off
En esta ronda se enfrentan los ocho ganadores de la ronda anterior y los ocho equipos eliminados de la segunda ronda de la Liga de Campeones de la CAF 2015.
| Copa Confederación - Club Africain - Étoile du Sahel - Warri Wolves - Orlando Pirates - Hearts of Oak - ASEC Mimosas - Zamalek - Vita Club | Liga de Campeones - Espérance de Tunis - Sfaxien - Raja Casablanca - Léopards - Al-Ahly - Stade Malien - Sanga Balende - Kaloum Star |

| Equipo 1           | Agr.           | Equipo 2        | Ida   | Vuelta |
| ------------------ | -------------- | --------------- | ----- | ------ |
| Al-Ahly            | 3 - 3 (5:4 p.) | Club Africain   | 2 - 1 | 1 - 2  |
| Espérance de Tunis | 5 - 1          | Hearts of Oak   | 4 - 0 | 1 - 1  |
| Léopards           | 4 - 3          | Warri Wolves    | 3 - 0 | 1 - 3  |
| Sfaxien            | 3 - 2          | ASEC Mimosas    | 2 - 0 | 1 - 1  |
| Stade Malien       | 4 - 3          | Vita Club       | 2 - 0 | 2 - 3  |
| Kaloum Star        | 1 - 6          | Orlando Pirates | 0 - 2 | 1 - 4  |
| Sanga Balende      | 2 - 4          | Zamalek         | 1 - 0 | 1 - 3  |
| Raja Casablanca    | 2 - 3          | Étoile du Sahel | 2 - 0 | 0 - 3  |

## Fase de grupos

### Grupo A
| Pos. | Equipo                 | Pts. | PJ | G | E | P | GF | GC | Dif. | Clasificación |
| ---- | ---------------------- | ---- | -- | - | - | - | -- | -- | ---- | ------------- |
| 1    | Al-Ahly                | 13   | 6  | 4 | 1 | 1 | 6  | 1  | +5   | Semifinales   |
| 2    | Étoile du Sahel        | 13   | 6  | 4 | 1 | 1 | 6  | 3  | +3   | Semifinales   |
| 3    | Stade Malien (E)       | 5    | 6  | 1 | 2 | 3 | 3  | 5  | −2   |               |
| 4    | Espérance de Tunis (E) | 3    | 6  | 1 | 0 | 5 | 3  | 9  | −6   |               |

 Fuente: CAF
Criterios de clasificación: 
| \| Fecha \| Estadio \| Ciudad \| Local \| Resultado \| Visitante \| \| ------------------------ \| ------------------------- \| ------------ \| ------------------ \| --------- \| ------------------ \| \| 26 de junio de 2015 \| Estadio Olímpico de Susa \| Susa (Túnez) \| Étoile du Sahel \| 1-0 \| Stade Malien \| \| 28 de junio de 2015 \| Suez Army Stadium \| El Cairo \| Al-Ahly \| 3-0 \| Espérance de Tunis \| \| 11 de julio de 2015 \| Estadio Olímpico de Radès \| Radès \| Espérance de Tunis \| 0-1 \| Étoile du Sahel \| \| 12 de julio de 2015 \| Modibo Keita \| Bamako \| Stade Malien \| 0-0 \| Al-Ahly \| \| 24 de julio de 2015 \| TBD \| \| Espérance de Tunis \| 1-2 \| Stade Malien \| \| 24 de julio de 2015 \| TBD \| \| Al-Ahly \| 1-0 \| Étoile du Sahel \| \| 8 de agosto de 2015 \| TBD \| \| Étoile du Sahel \| 1-0 \| Al-Ahly \| \| 10 de agosto de 2015 \| TBD \| \| Stade Malien \| 0-1 \| Espérance de Tunis \| \| 21 de agosto de 2015 \| TBD \| \| Espérance de Tunis \| 0-1 \| Al-Ahly \| \| 22 de septiembre de 2015 \| TBD \| \| Stade Malien \| 1-1 \| Étoile du Sahel \| \| 12 de agosto de 2015 \| TBD \| \| Étoile du Sahel \| 2-1 \| Espérance de Tunis \| \| 12 de septiembre de 2015 \| TBD \| \| Al-Ahly \| 1-0 \| Stade Malien \| |                           |              |                    |           |                    |
| Fecha | Estadio                   | Ciudad       | Local              | Resultado | Visitante          |
| 26 de junio de 2015 | Estadio Olímpico de Susa  | Susa (Túnez) | Étoile du Sahel    | 1-0       | Stade Malien       |
| 28 de junio de 2015 | Suez Army Stadium         | El Cairo     | Al-Ahly            | 3-0       | Espérance de Tunis |
| 11 de julio de 2015 | Estadio Olímpico de Radès | Radès        | Espérance de Tunis | 0-1       | Étoile du Sahel    |
| 12 de julio de 2015 | Modibo Keita              | Bamako       | Stade Malien       | 0-0       | Al-Ahly            |
| 24 de julio de 2015 | TBD                       |              | Espérance de Tunis | 1-2       | Stade Malien       |
| 24 de julio de 2015 | TBD                       |              | Al-Ahly            | 1-0       | Étoile du Sahel    |
| 8 de agosto de 2015 | TBD                       |              | Étoile du Sahel    | 1-0       | Al-Ahly            |
| 10 de agosto de 2015 | TBD                       |              | Stade Malien       | 0-1       | Espérance de Tunis |
| 21 de agosto de 2015 | TBD                       |              | Espérance de Tunis | 0-1       | Al-Ahly            |
| 22 de septiembre de 2015 | TBD                       |              | Stade Malien       | 1-1       | Étoile du Sahel    |
| 12 de agosto de 2015 | TBD                       |              | Étoile du Sahel    | 2-1       | Espérance de Tunis |
| 12 de septiembre de 2015 | TBD                       |              | Al-Ahly            | 1-0       | Stade Malien       |

### Grupo B
| Pos. | Equipo          | Pts. | PJ | G | E | P | GF | GC | Dif. | Clasificación |
| ---- | --------------- | ---- | -- | - | - | - | -- | -- | ---- | ------------- |
| 1    | Zamalek         | 15   | 6  | 5 | 0 | 1 | 12 | 4  | +8   | Semifinales   |
| 2    | Orlando Pirates | 12   | 6  | 4 | 0 | 2 | 8  | 6  | +2   | Semifinales   |
| 3    | AC Léopards (E) | 5    | 6  | 1 | 2 | 3 | 2  | 6  | −4   |               |
| 4    | CS Sfaxien (E)  | 2    | 6  | 0 | 2 | 4 | 2  | 8  | −6   |               |

 Fuente: CAF
Criterios de clasificación: 
| \| Fecha \| Estadio \| Ciudad \| Local \| Resultado \| Visitante \| \| ------------------------ \| --------------------------- \| --------- \| --------------- \| --------- \| --------------- \| \| 27 de junio de 2015 \| Stade Denis Sassou N'Guesso \| Dolisie \| AC Léopards \| 0-1 \| Orlando Pirates \| \| 27 de junio de 2015 \| Petro Sport Stadium \| El Cairo \| Zamalek \| 1-0 \| CS Sfaxien \| \| 10 de julio de 2015 \| Stade Taïeb Mhiri \| Sfax \| CS Sfaxien \| 1-1 \| AC Léopards \| \| 11 de julio de 2015 \| Estadio Mbombela \| Nelspruit \| Orlando Pirates \| 1-2 \| Zamalek \| \| 24 de julio de 2015 \| TBD \| \| CS Sfaxien \| 0-1 \| Orlando Pirates \| \| 24 de julio de 2015 \| TBD \| \| Zamalek \| 2-0 \| AC Léopards \| \| 8 de agosto de 2015 \| Estadio Orlando \| Soweto \| Orlando Pirates \| 2-0 \| CS Sfaxien \| \| 9 de agosto de 2015 \| \| TBD \| AC Léopards \| 1-0 \| Zamalek \| \| 22 de agosto de 2015 \| Estadio Orlando \| Soweto \| Orlando Pirates \| 2-0 \| AC Léopards \| \| 23 de agosto de 2015 \| TBD \| \| CS Sfaxien \| 1-3 \| Zamalek \| \| 13 de septiembre de 2015 \| TBD \| \| Zamalek \| 4-1 \| Orlando Pirates \| \| 13 de septiembre de 2015 \| TBD \| \| AC Léopards \| 0-0 \| CS Sfaxien \| |                             |           |                 |           |                 |
| Fecha | Estadio                     | Ciudad    | Local           | Resultado | Visitante       |
| 27 de junio de 2015 | Stade Denis Sassou N'Guesso | Dolisie   | AC Léopards     | 0-1       | Orlando Pirates |
| 27 de junio de 2015 | Petro Sport Stadium         | El Cairo  | Zamalek         | 1-0       | CS Sfaxien      |
| 10 de julio de 2015 | Stade Taïeb Mhiri           | Sfax      | CS Sfaxien      | 1-1       | AC Léopards     |
| 11 de julio de 2015 | Estadio Mbombela            | Nelspruit | Orlando Pirates | 1-2       | Zamalek         |
| 24 de julio de 2015 | TBD                         |           | CS Sfaxien      | 0-1       | Orlando Pirates |
| 24 de julio de 2015 | TBD                         |           | Zamalek         | 2-0       | AC Léopards     |
| 8 de agosto de 2015 | Estadio Orlando             | Soweto    | Orlando Pirates | 2-0       | CS Sfaxien      |
| 9 de agosto de 2015 |                             | TBD       | AC Léopards     | 1-0       | Zamalek         |
| 22 de agosto de 2015 | Estadio Orlando             | Soweto    | Orlando Pirates | 2-0       | AC Léopards     |
| 23 de agosto de 2015 | TBD                         |           | CS Sfaxien      | 1-3       | Zamalek         |
| 13 de septiembre de 2015 | TBD                         |           | Zamalek         | 4-1       | Orlando Pirates |
| 13 de septiembre de 2015 | TBD                         |           | AC Léopards     | 0-0       | CS Sfaxien      |

|  |

## Semifinales
| Equipo 1        | Agr. | Equipo 2 | Ida   | Vuelta |
| --------------- | ---- | -------- | ----- | ------ |
| Orlando Pirates | 5-3  | Al-Ahly  | 1 - 0 | 4 - 3  |
| Étoile du Sahel | 5-4  | Zamalek  | 5 - 1 | 0 - 3  |

## Final

### Ida
| 21-11-2015 | Orlando Pirates | 1–1     | Étoile du Sahel | Orlando Stadium, Johannesburg |                           |
|            | Gabuza 36'      | Reporte | Jemal 87'       | Árbitro(s): Janny Sikazwe     | Árbitro(s): Janny Sikazwe |

| Orlando Pirates | Étoile du Sahel |

| ARQ          |  | Felipe Ovono         |  |     |
| DEF          |  | Siyabonga Sangweni   |  |     |
| DEF          |  | Happy Jele           |  |     |
| DEF          |  | Ayanda Gcaba         |  |     |
| DEF          |  | Thabo Matlaba        |  |     |
| MED          |  | Lehlogonolo Masalesa |  | 83' |
| MED          |  | Thandani Ntshumayelo |  |     |
| MED          |  | Mpho Makola          |  |     |
| MED          |  | Thabo Rakhale        |  |     |
| DEL          |  | Thamsanqa Gabuza     |  |     |
| DEL          |  | Kermit Erasmus       |  | 88' |
| Sustitutos:  |  |                      |  |     |
| ARQ          |  | Brighton Mhlongo     |  |     |
| DEF          |  | Ntsikelelo Nyauza    |  |     |
| MED          |  | Issa Sarr            |  | 83' |
| MED          |  | Gift Motupa          |  | 88' |
| MED          |  | Sifiso Myeni         |  |     |
| MED          |  | Menzi Masuku         |  |     |
| DEL          |  | Lehlohonolo Majoro   |  |     |
| Entrenador:  |  |                      |  |     |
| Eric Tinkler |  |                      |  |     |

| ARQ             |  | Zied Jebali       |  |     |
| DEF             |  | Ghazi Abderrazzak |  |     |
| DEF             |  | Ammar Jemal       |  |     |
| DEF             |  | Zied Boughattas   |  |     |
| DEF             |  | Hamdi Nagguez     |  |     |
| DEF             |  | Alaya Brigui      |  | 87' |
| MED             |  | Mohamed Ben Amor  |  |     |
| MED             |  | Franck Kom        |  |     |
| MED             |  | Iheb Msakni       |  | 85' |
| MED             |  | Hamza Lahmar      |  |     |
| DEL             |  | Baghdad Bounedjah |  |     |
| Sustitutos:     |  |                   |  |     |
| ARQ             |  | Aymen Mathlouthi  |  |     |
| DEF             |  | Saddam Ben Aziza  |  |     |
| MED             |  | Mehdi Saada       |  | 87' |
| MED             |  | Moses Orkuma      |  |     |
| DEL             |  | Diogo             |  | 85' |
| DEF             |  | Rami Bedoui       |  |     |
| MED             |  | Aymen Trabelsi    |  |     |
| Entrenador:     |  |                   |  |     |
| Faouzi Benzarti |  |                   |  |     |

### Vuelta
| 29-11-2015 | Étoile du Sahel | 1–0 (Global 2-1) | Orlando Pirates | Stade Olympique de Sousse, Sousse |                          |
|            | Jemal 24'       | Reporte          |                 | Árbitro(s): Néant Alioum          | Árbitro(s): Néant Alioum |

| Étoile du Sahel | Orlando Pirates |

| ARQ             |  | Aymen Mathlouthi  |  |     |
| DEF             |  | Hamdi Nagguez     |  |     |
| DEF             |  | Ammar Jemal       |  |     |
| DEF             |  | Zied Boughattas   |  |     |
| DEF             |  | Marouane Tej      |  | 84' |
| MED             |  | Aymen Trabelsi    |  |     |
| MED             |  | Franck Kom        |  |     |
| MED             |  | Hamza Lahmar      |  |     |
| MED             |  | Alaya Brigui      |  |     |
| MED             |  | Iheb Msakni       |  |     |
| DEL             |  | Baghdad Bounedjah |  | 20' |
| Sustituciones:  |  |                   |  |     |
| MED             |  | Mehdi Saada       |  | 84' |
| DEL             |  | Diogo             |  | 20' |
| Entrenador:     |  |                   |  |     |
| Faouzi Benzarti |  |                   |  |     |

| ARQ          |  | Felipe Ovono         |  |     |
| DEF          |  | Thabo Matlaba        |  |     |
| DEF          |  | Ayanda Gcaba         |  |     |
| DEF          |  | Siyabonga Sangweni   |  |     |
| DEF          |  | Happy Jele           |  |     |
| MED          |  | Lehlogonolo Masalesa |  |     |
| MED          |  | Gift Motupa          |  |     |
| MED          |  | Mpho Makola          |  | 71' |
| MED          |  | Thabo Rakhale        |  | 71' |
| DEL          |  | Kermit Erasmus       |  |     |
| DEL          |  | Thamsanqa Gabuza     |  |     |
| Sustitutos:  |  |                      |  |     |
| ARQ          |  | Brighton Mhlongo     |  |     |
| DEF          |  | Ntsikelelo Nyauza    |  |     |
| MED          |  | Issa Sarr            |  |     |
| DEF          |  | Rooi Mahamutsa       |  |     |
| MED          |  | Sifiso Myeni         |  | 71' |
| MED          |  | Menzi Masuku         |  | 71' |
| DEL          |  | Lehlohonolo Majoro   |  |     |
| Entrenador:  |  |                      |  |     |
| Eric Tinkler |  |                      |  |     |

## Campeón
|                                   |
| Bandera de Túnez                  |
| Campeón Étoile du Sahel 2° título |